# Ratas, ratones, rateros
Ratas, ratones, rateros és una pel·lícula equatoriana dirigida per Sebastián Cordero, estrenada el 1999. Ha estat doblada al català.

## Argument
La història passa entre Quito i Guayaquil, les dues ciutats més grans  de l'Equador. Salvador (Marco Bustos) és un estudiant d'institut que viu amb el seu pare (Antonio Ordoñez) en un barri popular de la capital. Poc motivat per l'escola, és en conflicte permanent amb el seu pare. Arriba un dia Angel (Carlos Valencia), un cosí graciós, però de mala reputació. Tots dos acumulen petits cops i van fins a Guayaquil a revendre un cotxe robat. Allà, Angel és atrapat pels seus vells dimonis: alguns dies abans, ha matat un dels seus creditors... En un atac de pànic decideixen anar tots els dos a Quito, on pensen fer fortuna. Freqüenten llavors Carolina (Irina Lopez), la rica cosina de Salvador, en qui trobaran els mitjans de fer fortuna. Cansat dels riscos i dels cops que surten malament, Salvador s'allunya de Angel i busca l'amor de Mayra (Cristina Davila) i intenta reconciliar-se amb el seu pare.

## Repartiment
- Marco Bustos: Salvador
- Carlos Valencia: Angel
- Simón Brauer: J.C.
- Cristina Dávila: Mayra
- Fabricio Lalama: Marlon
- Irina López: Carolina
- José Antonio Negret: Martin
- Antonio Ordoñez: El pare de Salvador
- Lupe Machado: L'àvia de Salvador

## Nominacions
- Nomenat per al Goya a la millor pel·lícula estrangera de parla hispana (2001)
- Nominat per al premi del Jurat al Festival de cinema de Slamdance
- Nominada a Millor pel·lícula iberoamericana als Premis Ariel.